# Fleury Montagny
Pour les articles homonymes, voir Montagny.
Fleury Montagny, né le 4 février 1760 à Saint-Étienne, mort à Marseille en 1836, est un graveur ciseleur et médailleur français.

## Biographie
Issu d'une famille de graveurs stéphanois, il est l'élève de son père Jean Montagny qui a six fils, tous graveurs, dont Clément Montagny le jeune (1756-1810). Fleury a également comme maîtres ses oncles également graveurs Clément Montagny le vieux (1730-?) et Philibert Montagny (1732-?).
Il travaille à la Manufacture d'armes de Versailles, dans une équipe formée par Augustin Dupré, avec Rambert Dumarest, André Galle et Louis Jaley, fabriquant les motifs ciselés destinés aux armes offertes en cadeau ou en récompense.
Il est ensuite nommé directeur du bureau de la Monnaie à Marseille, où il meurt en 1836.
Il a pour cousin le peintre Élie-Honoré Montagny,.

## Œuvre
Outre sur des armes, on trouve son travail sur des médailles.

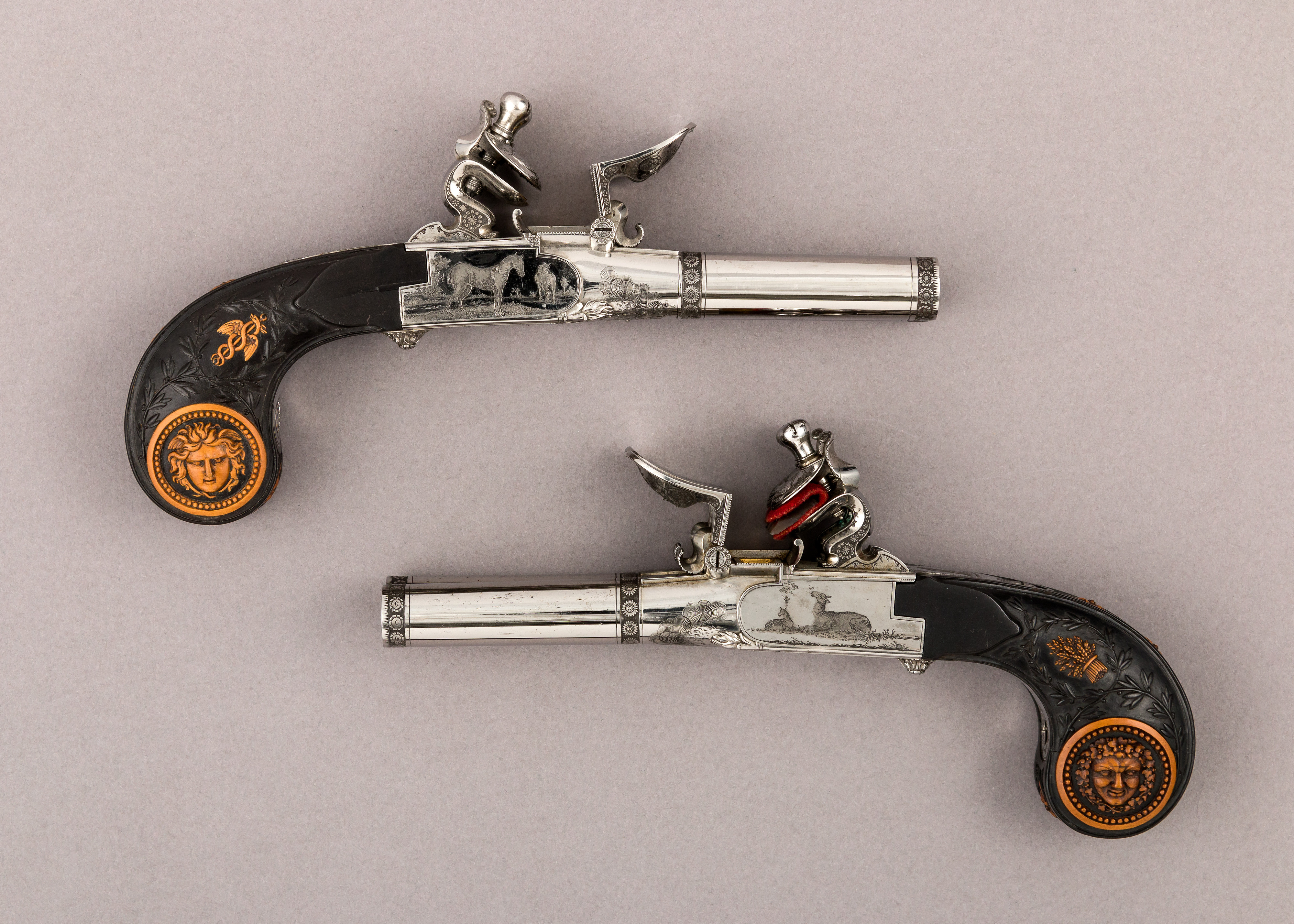
Paire de pistolets d'apparat (vers 1800), mécanisme de Jean Lepage, New York, Metropolitan Museum of Art.
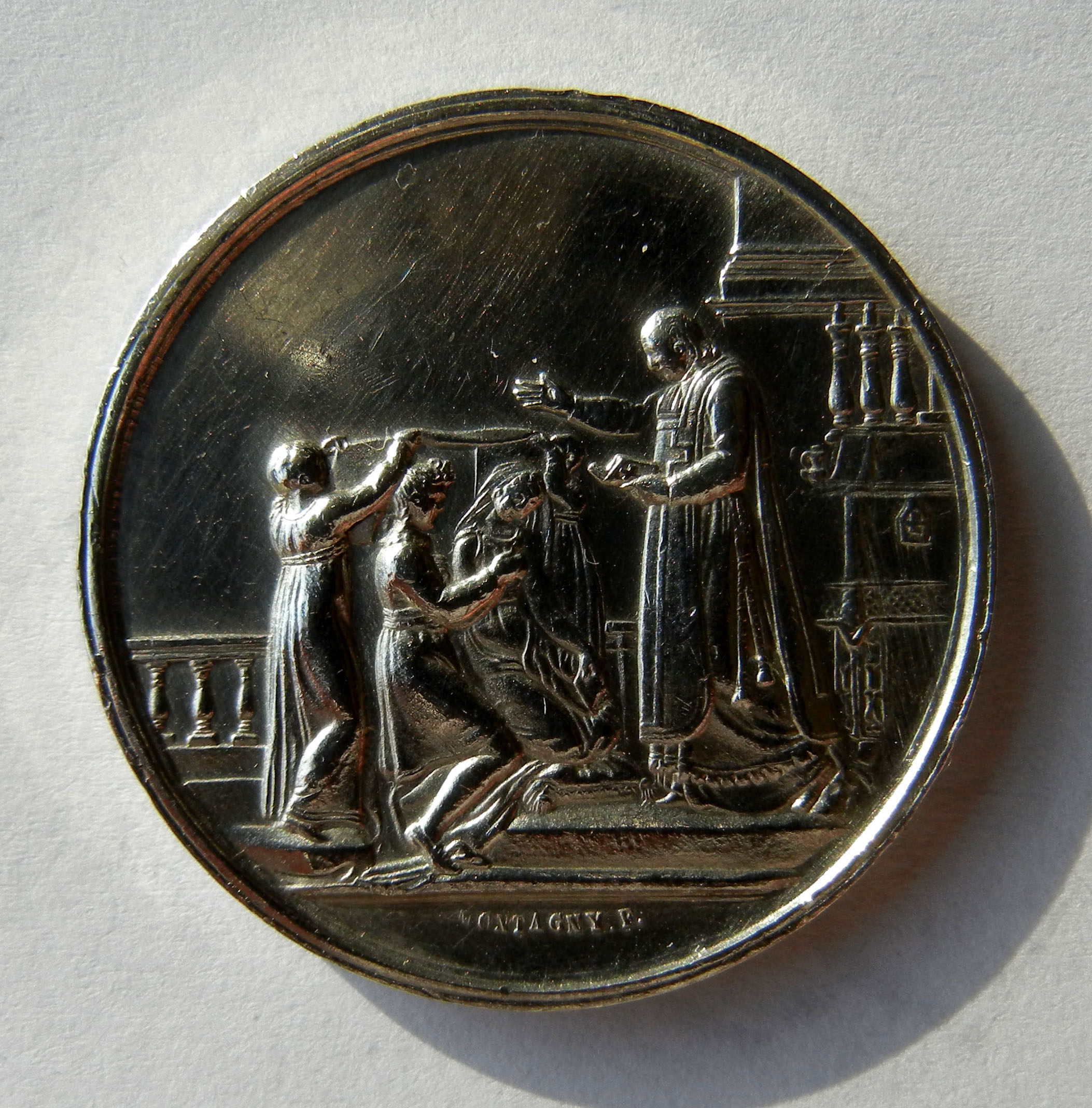
Médaille de mariage en argent. Graveur : Fleury Montagny[réf. nécessaire]. (Recto)
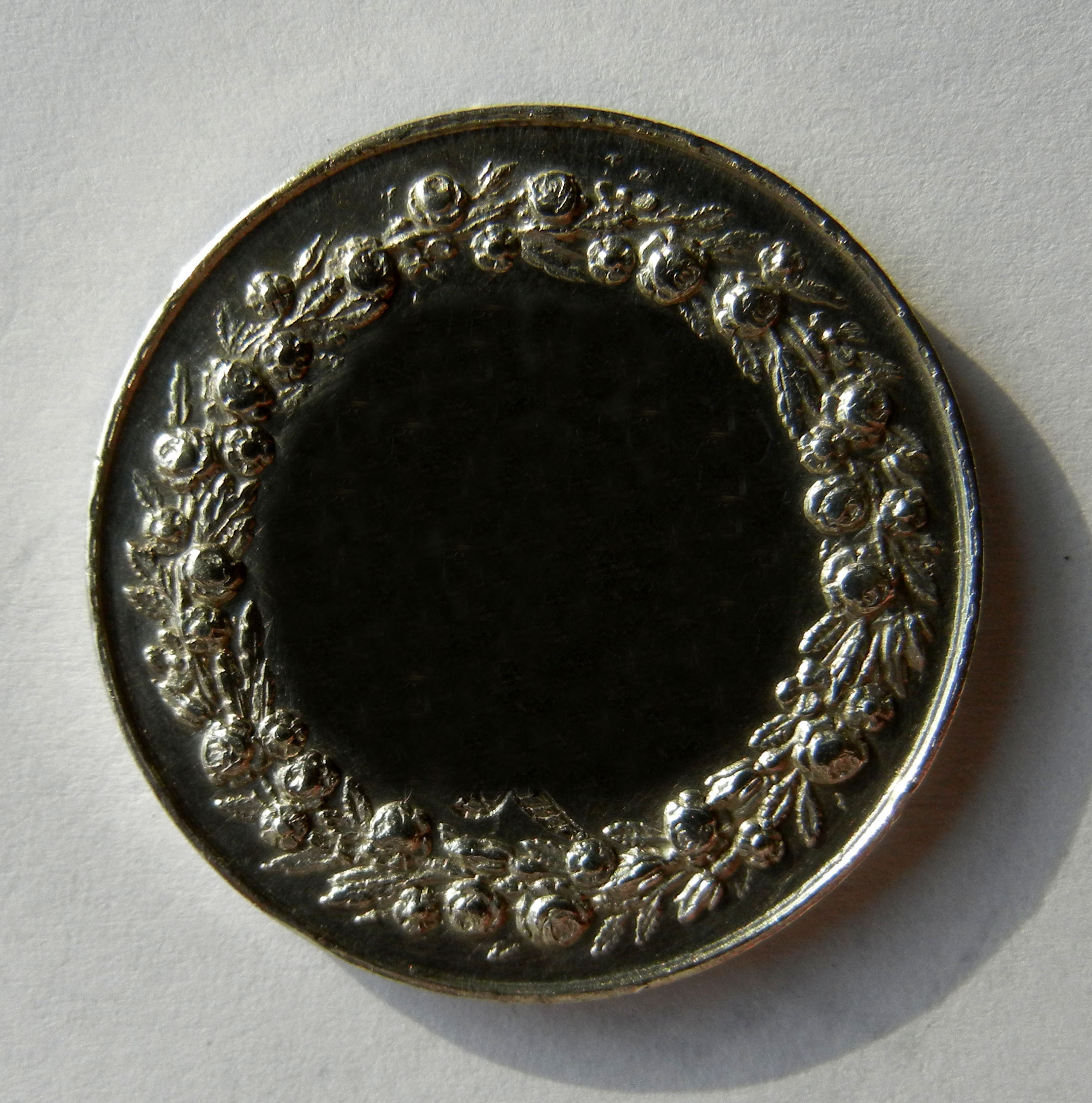
Médaille de mariage en argent. Graveur : Fleury Montagny. (Verso)